# Uğur Dağdelen
Uğur Dağdelen (Amasya, 3 oktober 1973 – Merzifon (Amasya) , 24 september 2015) was een Turks voetballer.

## Voetbalcarrière
Dağdelen begon zijn voetballoopbaan in 1990 bij Merzifonspor. Hij speelde 78 duels en scoorde 33 doelpunten, dat viel op dus werd hij gekocht door Karabükspor in 1993. De aanvaller
scoorde 11 keer in 40 duels voor de club die thuis speelt in het Dr. Necmettin Şeyhoğlustadion. Hij werd in november 1994 verhuurd aan Bursaspor en aan het van het seizoen verhuisde hij naar Samsun om te spelen voor Samsunspor (1995-2000). Hij scoorde 32 keer in 80 wedstrijden. Tussendoor (in 1997) kwam hij opnieuw op huurbasis uit voor een andere club namelijk Kayseri Erciyesspor. Hij speelde 28 wedstrijden voor hen en maakte 14 treffers.
Dağdelen kwam één keer uit voor zijn land. Op 22 april 1998 speelde hij in en tegen Rusland in een vriendschappelijke wedstrijd. Het team van bondscoach Mustafa Denizli verloor met 1-0.
Hij speelde ook enkele wedstrijden in de UEFA Intertoto Cup in 1998.
In 2001 stopte hij met voetballen.
Hij overleed in september 2015 op 41-jarige leeftijd. Hij maakte zelf een einde aan zijn leven.